# 68 Dywizjon Rakietowy Obrony Powietrznej
68 dywizjon rakietowy Obrony Powietrznej (68 dr OP) – samodzielny pododdział Wojska Polskiego.
Dywizjon sformowany został w 1974 w Łebie jako 68 dywizjon ogniowy artylerii rakietowej. Rozformowany w 1999.

## Historia
Rozkazem dowódcy WOPK nr 0188/Org. z 19 września 1974 w Centrum Szkolenia Specjalistów Artylerii i Radiotechniki przeszkolono kadrę dla nowo formowanych dywizjonów: 68 doar i 69 doar w Rowach.
W 1975 do stacji kolejowej Hel przybywają transportem kolejowym z ZSRR pierwsze przeciwlotnicze zestawy rakietowe PZR S-125M Newa, będące zasadniczym sprzętem bojowym dywizjonu.
W ramach restrukturyzacji Sił Zbrojnych dywizjon został rozformowany w 1999 roku.

## Wyposażenie
Wyposażenie dywizjonu zmieniało się wraz z możliwościami finansowymi państwa oraz z rozwojem techniki wojskowej.
4 wyrzutnie rakiet NEWA, każda wyrzutnia po 4 rakiety.

## Dowódcy dywizjonu
- 1974-1979 – ppłk Franciszek Bujalski
- 1979-31 stycznia 1999 – ppłk Witold Tarkiewicz
- 1 lutego 1999-31 października 1999 – mjr Henryk Małkowski